# 集总式水文模型
集总式水文模型(Lumped Hydrologic Model),不考虑水文现象或要素空间分布,将整个流域做为一个整体进行研究的水文模型.集总式水文模型中的变量和参数通常采用平均值,使整个流域简化为一个对象来处理.主要用于降水-径流(Rainfall-runoff)模拟.

由于参数合变量都取流域平均值,所以不能对某单个位置进行水文过程计算.通常模型参数不能实际测量到,必须通过校准才能获得.
对应概念為分布式水文模型